# Pont de llosa de pedra

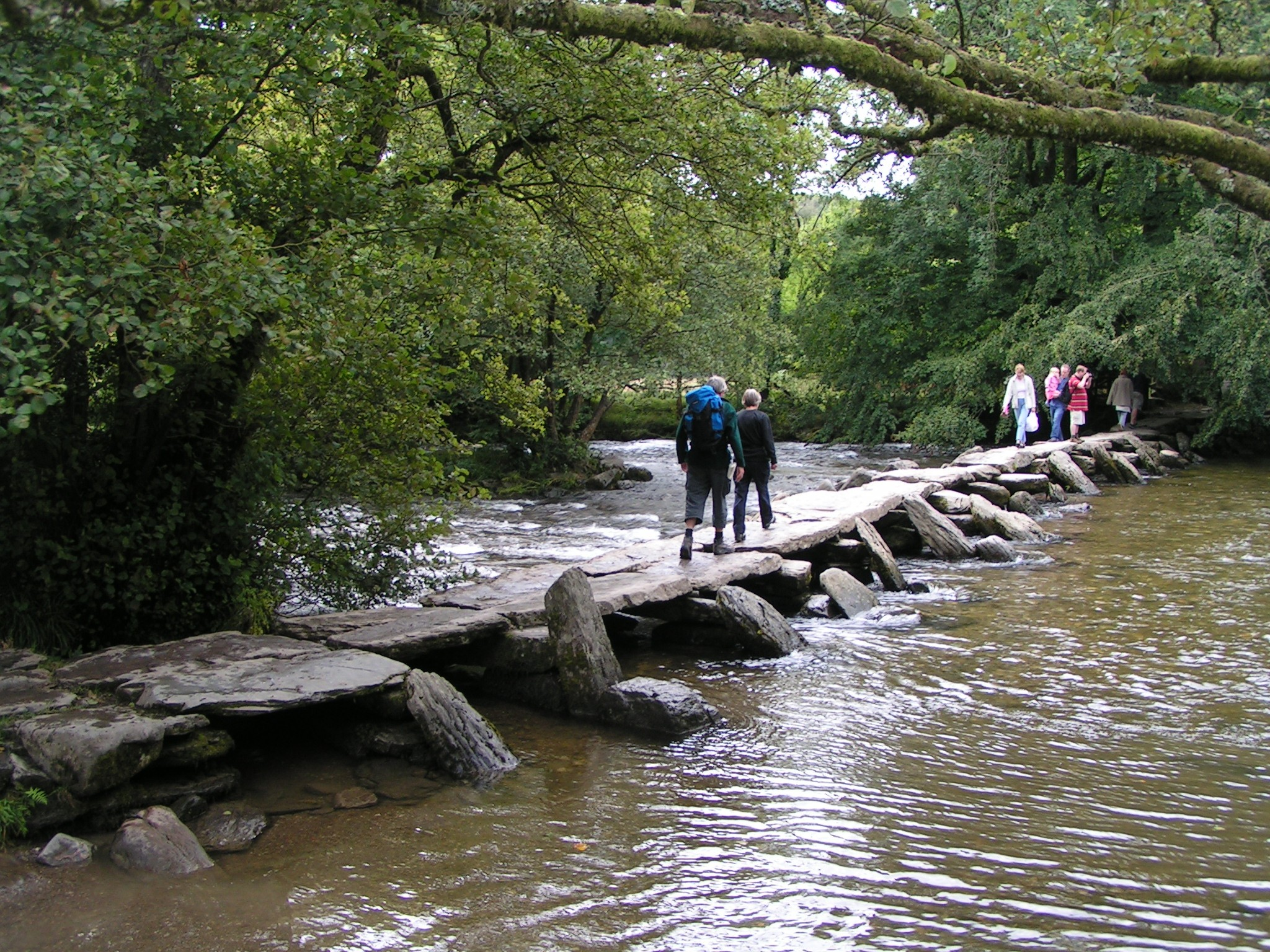

Un pont de llosa de pedra és una forma antiga de pont que està format per grans lloses planes de pedra, sovint de granit o esquist, recolzades sobre molls de pedra (a través de rius) o descansant a la vora dels rierols.
Se'n troben bastants a Devon (Dartmoor i Exmoor) i en altres zones del Regne Unit, incloent Snowdonia i Anglesey, Cumbria, Derbyshire, Yorkshire i Lancashire.

## Història
Encara que se'ls atribueix un origen prehistòric, la majoria van ser erigits en èpoques medievals i alguns en segles posteriors. Sovint es troben a prop d'un gual on podien creuar els carros. Segons els parcs nacionals Dartmoor, la paraula "clapper" deriva en última instància d'una paraula anglès antic, "cleaca", que significa "pont".

## Característiques
És una construcció tradicional associada a camins i rierols, fruit de l'evolució del passat, generalment quan augmentava la distància a creuar i no n'hi havia prou amb la col·locació de pedres. En alguns casos, permeten el pas del bestiar i fins i tot d'un cotxe.
Consisteixen en un o més pilars de pedra (com a elements verticals) sobre els que es col·loquen una o més lloses de pedra (com a elements horitzontals). Normalment tenen una sola peça és la solució més simple, similar al treball d'una llinda. A diferència dels ponts estàndard, no utilitzen cap tipus d'arc.
N'hi ha per tot el món, sent molt comuns i similars a causa de l'abundància de rierols, a tota la part de l'Atlàntic europeu, al nord de Portugal i Galícia, i al sud d'Escandinàvia, passant per les Illes Britàniques. Els materials utilitzats són generalment granit, shale i fusta.

## Exemples
El pont de lloses de pedra més gran del món, és el Pont d'Anping a la Xina. Construït al voltant de l'any 1000, té una longitud de 2.223 m i la seva llosa més gran té 75 cm de gruix, 11 m de llarg i pesa 20 tones.
Al Regne Unit, el Postbridge Clapper Bridge (il·lustració, a la galeria), a  Postbridge, a Dartmoor. Les seves lloses tenen més de quatre metres de llarg, dos metres d'amplada amb un pes de més de vuit tones cadascuna, fan que el pont sigui transitable amb un petit carro. Es va registrar per primera vegada el 1380 i va ser construït per facilitar el transport a cavall des de Dartmoor tin fins a la ciutat de Tavistock.
Entre altres exemples supervivents hi ha el Tarr Steps del riu Barle a Exmoor i el pont Stara sobre el riu Lynher, a l'est de Cornwall. Alguns ponts majestuosos més grans, com els de Dartmeet i Bellever, s'han col·lapsat amb el pas del temps; les seves lloses van sucumbir a les inundacions o es van agafar per construir alguna muralla. No obstant això, queden molts altres exemplars més petits a Dartmoor encara en ús, com els de la granja de Teignhead (a prop dels cercles de pedra de Grey Wethers), Scorhill i de la riera de Wallabrook.

## Galeria

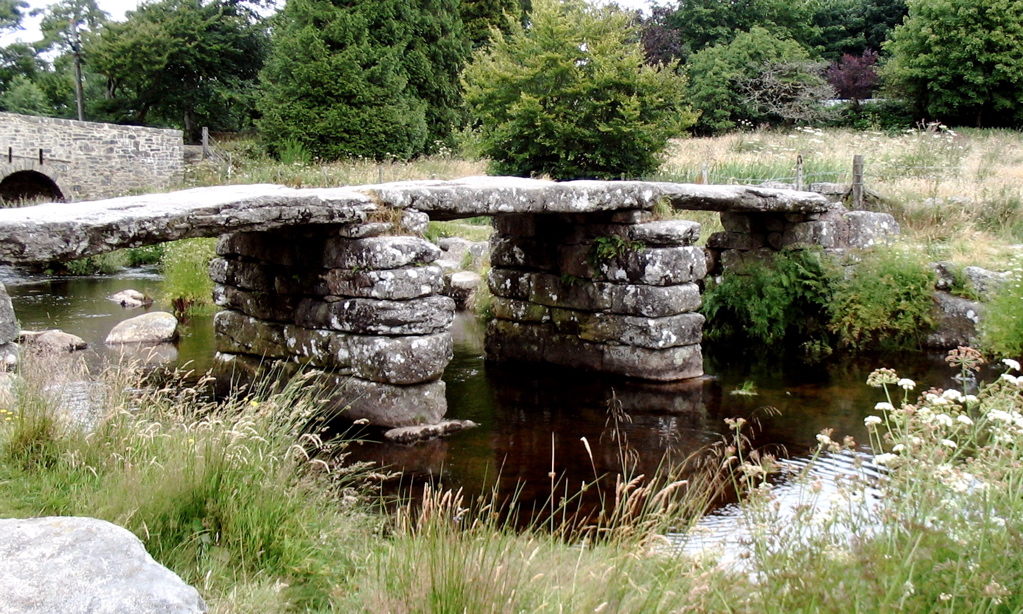
Pont de Postbridge a Dartmoor, (Devon)
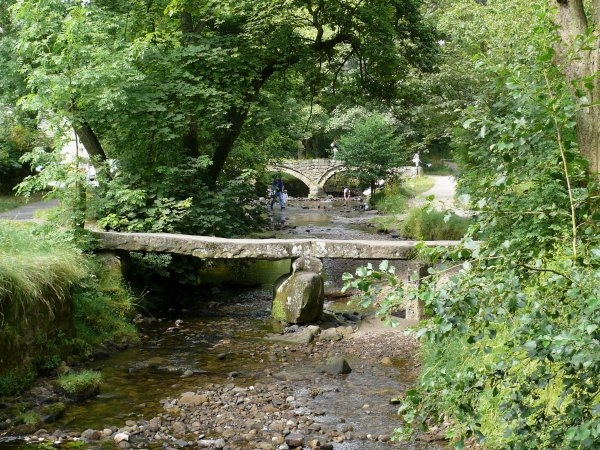
Pont de Wycoller, Pendle, a l'est de Lancashire
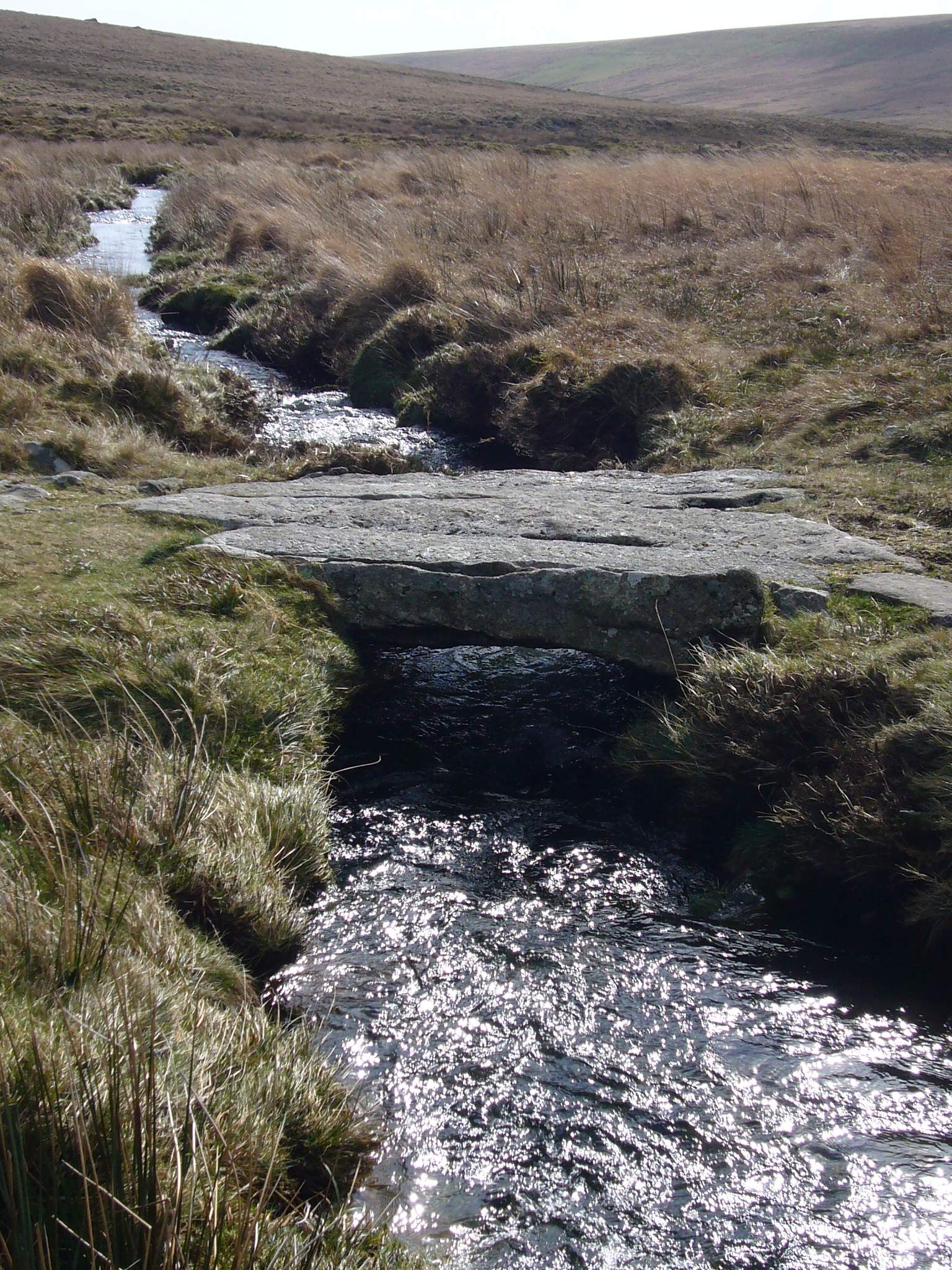
Pont sobre el riu Wallabrook al sud de Dartmoor
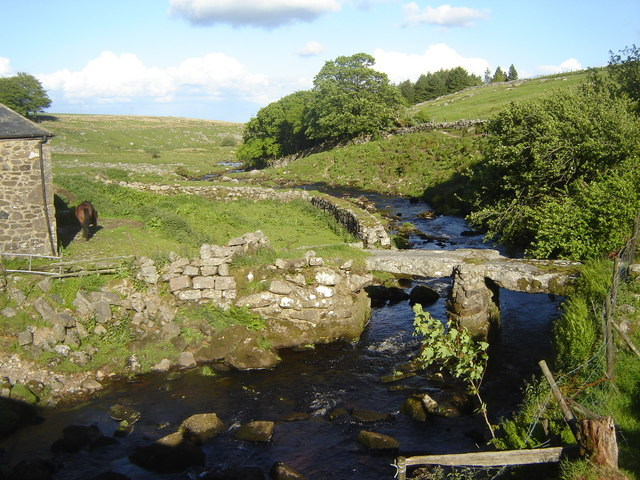
Pont sobre el riu Blackbrook a Devon
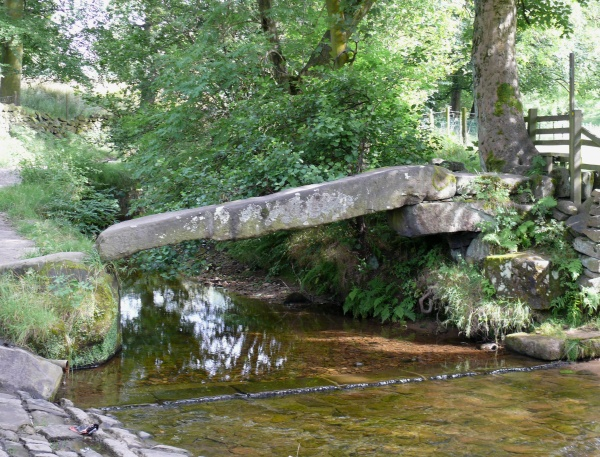
Pont simple a Wycoller, Lancashire